# معاملة المثليين في غانا
يواجه الأشخاص من المثليين والمثليات ومزدوجي التوجه الجنسي والمتحولين جنسياً (اختصاراً: LGBT) في غانا. يعتبر النشاط الجنسي المثلي غير قانوني في غانا.
يتم قمع حقوق المثليين في غانا بشدة. تعتبر الهجمات البدنية والعنيفة ضد مجتمع المثليين شائعة، وغالبًا ما تشجعها وسائل الإعلام والزعماء الدينيون والسياسيون. التقارير عن طرد الشبان المثليين من منازلهم شائعة أيضا. على الرغم من الدستور الذي يضمن الحق في حرية التعبير والتعبير والتجمع للمواطنين الغانيين، إلا أن هذه الحقوق الأساسية تُحرم فعليًا من مجتمع المثليين.
اعتُبرت المثلية الجنسية مقبولة ومألوفة في غانا قبل وصول المستعمرين الأوروبيين والمسيحية. في الستينيات من القرن التاسع عشر، أنشأت الإمبراطورية البريطانية مستعمرة «ساحل الذهب» في غانا في العصر الحديث وسنت قوانين تعاقب على المثلية الجنسية. تم الإبقاء على هذه القوانين بعد استقلال غانا في عام 1957. في الوقت الحاضر، يواجه الغانيون من مجتمع المثليين التمييز على نطاق واسع، والتحرش، والعنف، ورفض الأسرة، والكراهية العامة. هناك أيضا تقارير عن برامج تعذيب مصممة «لعلاج» المثلية الجنسية. يشير معارضو إلغاء تجريم المثلية الجنسية إلى «الثقافة والقيم» الغانية كسبب لعدم قبول المثلية الجنسية أو عدم تشريعها. ومع ذلك، على غرار العديد من الدول الإفريقية، تم إحضار القوانين والمشاعر المعادية للمثليين وعدم التسامح تجاههم إلى غانا من خلال القوانين الاستعمارية. تم قبول المثلية الجنسية على نطاق واسع أو لم يتم النظر إليه بشكل مختلف عن المغايرة الجنسية قبل الاستعمار.

## تاريخ
هناك أدلة تاريخية على المثلية الجنسية في غانا. في بلاط إمبراطورية آشانتي في القرنين الثامن عشر والتاسع عشر، كان العبيد الذكور بمثابة متعاشرين جنسيين. كانوا يرتدون ملابس مثل النساء ويقتلون عندما توفي سيدهم. في مملكة داهومي، عرف الخصيان الرجال (أخوسي، akho'si) بلعب دور الزوجات الملكيات ولعبوا دورًا مهمًا في البلاط.
لدى شعب نزيما تقليد بأن الرجال البالغين يتزوجون بعضها البعض، وعادة مع فارق السن 10 عاما. كانت يسمى هذا الزواج «أغيالي» (بالإنجليزية: agyale)‏. كما حدثت حالات زواج المثليين بين النساء، على الرغم من ندرتها. كان لدى الزوجين جميع المعادلات الاجتماعية لزواج المغايرين، وقد تم دفع مهر العروس وعقد حفل زفاف تقليدي.
لقد قبل شعب فانتي المثلية الجنسية، وكانوا يعتقدون أن هؤلاء، من أي نوع من الجنس، لديهم «أرواح ثقيلة» كانوا ينجذبون إلى النساء، في حين أن أولئك الذين لديهم «أرواح خفيفة» ينجذبون إلى الرجال.
تم تجريم المثلية الجنسية في غانا في ستينيات القرن التاسع عشر.

## قانونية النشاط الجنسي المثلي
بموجب القانون الجنائي الغاني، يعتبر النشاط الجنسي المثلي غير قانوني.
ينص الفصل 6 من «القانون الجنائي 1960»، بصيغته المعدلة بموجب «قانون (تعديل) القانون الجنائي 2003»، على ما يلي:
- القسم 104. المعرفة الجسدية غير الطبيعية.

(1) كل من لديه معرفة جسدية غير طبيعية -
(أ) يكون أي شخص يبلغ من العمر ستة عشر عامًا أو أكثر دون موافقته مذنباً بارتكاب جناية من الدرجة الأولى ويكون مسؤولاً عند إدانته بالسجن لمدة لا تقل عن خمس سنوات ولا تزيد عن خمس وعشرين عامًا. أو
(ب) أي شخص يبلغ من العمر ستة عشر عامًا أو أكثر بموافقته مذنباً بارتكاب جنحة؛ أو
(ج) من أي حيوان مذنبا بارتكاب جنحة.
(2) المعرفة الجسدية غير الطبيعية هي الاتصال الجنسي مع شخص أو مع حيوان بطريقة غير طبيعية.
بموجب المادة 99، «تعتبر المعرفة الجسدية غير الطبيعية مكتملة بعد إثبات أقل درجة من الاختراق».
وفقًا للمادة 296 من «قانون الإجراءات الجنائية»، والتي تنطبق بسبب المادة 1 من القانون الجنائي، يُعاقب على الجنحة بالسجن لمدة لا تزيد عن ثلاث سنوات.
في حين أنه قد لا يتم تطبيق القانون بشكل دائم، تشير التقارير إلى أن حالات الاضطهاد واسعة الانتشار وشائعة.

### التطبيق على المثلية الجنسية بين النساء
في عام 2017، طعن جون ندبوجري، المحامي المعروف، في وجهات النظر حول عدم قانونية المثلية الجنسية بين النساء بموجب القانون الغاني. ووفقًا له، فإن المثلية الجنسية بين النساء، وهي أيضًا مثلية جنسية، لا ينطوي على اختراق القضيب وبالتالي لا يمكن وصفه بأنه جماع جنسي أو غير طبيعي، استنادًا إلى المادة 104 من القانون الجنائي. وأضاف: «لا يوجد للإناث قضيب [لذلك]. لا يمكنهن الاختراق».

### التطبيق على المغايرين جنسيا
ينطبق القانون أيضًا على الأشخاص المغايرين جنسيا الذين يمارسون الجنس الشرجي أو الفموي. على الرغم من أن الدولة «لا تهتم بهذا» لأنها هي حياتهم الخاصة، مسببة مزاعم بالنفاق في ذلك.

## الاعتراف القانوني بالعلاقات المثلية
لا يوجد اعتراف قانوني بالعلاقات المثلية في غانا لا على شكل زواج المثليين أو الاتحادات المدنية.

## التبني وتنظيم الأسرة
يجوز لشخص واحد التقدم بطلب لتبني طفل إذا كان ذلك الشخص من مواطني غانا، فيما عدا أنه لا يجوز للرجل الوحيد التبني إلا إذا كان الطفل المراد تبنيه هو طفله البيولوجي. لا يسمح للأزواج من نفس الجنس بتبني الأطفال.

## الحماية من التمييز
تنص المادة 12 (2) من الفصل 5 من دستور غانا على أنه «يحق لكل شخص في غانا، بغض النظر عن عرقه أو مكان منشأه أو رأيه السياسي أو لونه أو دينه أو عقيدته أو جنسه، التمتع بالحقوق والحريات الإنسانية الأساسية الفردية الوارد في هذا الفصل ولكن خاضع لاحترام حقوق وحريات الآخرين والمصلحة العامة».
على الرغم من أنه لا يوجد قانون يحمي من التمييز على أساس التوجه الجنسي أو الهوية الجندرية، يجوز لأي شخص في غانا يعتقد أنه تعرض للتمييز على أساس حالة الإصابة بفيروس نقص المناعة البشرية أو الهوية الجندرية أو التوجه الجنسي أن يبلغ عن حادث من خلال بوابة وصمة العار والتمييز في لجنة حقوق الإنسان والعدالة الإدارية.
في عام 2013، عرضت الولايات المتحدة مساعدة غانا على وضع تشريعات لحماية حقوق الأشخاص من مجتمع المثليين.

## ظروف الحياة
وفقًا لتقرير 19 أغسطس 2004 الصادر عن «أفرول نيوز»، علق برينس ماكدونالد، زعيم منظمة المثليين في غانا «هناك الكثير والكثير من الأشخاص في السجن الذين ألقي القبض عليهم بسبب القانون غير الودي». وقال إن «الشرطة تضرب وتعاقب الأشخاص الذين يتبين أنهم مثليون جنسيا».
في 1 سبتمبر 2006، ذكرت هيئة الإذاعة البريطانية أن الحكومة الغانية حظرت عقد مؤتمر لحقوق المثليين والذي زُعم أنه كان سيُعقد في 4 سبتمبر في مركز أكرا الدولي للمؤتمرات وفي مدينة كوفوريدوا. قال وزير الإعلام والأصل القومي كومينا بارتلز: «لا تتغاضى الحكومة عن أي نشاط من هذا القبيل يسيء بعنف إلى ثقافة شعب غانا بأسره، وأخلاقه وتراثه. دعم هذا المؤتمر، أو حتى السماح به، سيشجع هذا الاتجاه الذي يحظره القانون. أود أن أوضح تمامًا أنها لن تسمح بالمؤتمر المقترح في أي مكان في غانا، فالمعرفة الجسدية غير الطبيعية غير قانونية بموجب قانوننا الجنائي. وبالتالي فإن المثلية الجنسية والمثلية الجنسية عند النساء [و] والبهيمية هي جرائم بموجب القوانين في غانا.» تبين في النهاية أن المؤتمر كان خدعة.
في 21 يوليو 2011، أمر بول إيفانز أيدو، وزير المنطقة الغربية، بالقبض على جميع الأشخاص المثليين في غرب البلاد واعتقالهم ودعا أصحاب الأراضي والمستأجرين لإبلاغ الأشخاص الذين يشتبه في كونهم مثليين.
في اجتماع رؤساء حكومات الكومنولث في نوفمبر 2011، تعهد الرئيس جون أتا ميلز بعدم البدء أو دعم أي محاولة لتشريع المثلية الجنسية في غانا. كان هذا ردًا على تعليق رئيس الوزراء البريطاني ديفيد كاميرون بأن المملكة المتحدة ستفكر في قطع المساعدات عن أي دولة لا تعترف بحقوق المثليين. وقال ميلز إن كاميرون «ليس له الحق في توجيه دول أخرى ذات سيادة فيما يتعلق بما ينبغي عليهم فعله خاصة عندما تكون معاييرهم ومثلهم الاجتماعية مختلفة عن تلك الموجودة في بريطانيا».
في فبراير 2012، كرر الرئيس ميلز موقف حكومة غانا بشأن حقوق المثليين، وذكر أنه:
لقد جعلنا مواقفنا معروفة جيدا. المجتمع الغاني تستهجن المثلية الجنسية... إذا كانت مصلحة الناس هي أننا لا نشرع المثلية الجنسية، فأنا لا أرى كيف سيقرر أي قائد مسؤول عكس رغبات شعبه. سمعت ما قاله الأمين العام ولم أفاجأ بسبب من أين أتى، لكننا استمعنا إليه فقط. لقد جعلنا جميعًا مناصبنا معروفة جيدًا. لا أحد يستطيع أن يقول في غانا أننا نميز ضد المثلية الجنسية، لا يوجد مطاردة للمثليين جنسيا... هذه هي مشكلتهم الخاصة لذلك نحن فقط نستمع ونتواصل. لقد جعل الأمين العام وجهات نظره معروفًا كما جعلنا وجهات نظرنا معروفة حتى تكون القيمة هي نفسها.
هجمات الجماعات العنيفة الموجهة ضد المثليين هي أمر شائع في غانا. في عام 2012، تمت مقاطعة حفلة عيد ميلاد بعنف من قبل مجموعة زعمت أن الحفل كان حفل زفاف مثلي. رفضت الشرطة اعتقال المهاجمين واعتقلت بعض الضحايا. في عام 2013، تعرض رجل مثلي الجنس لعملية مطاردة، بعد أن هدد المسؤولون المسلمون بحرقه أو دفنه حياً لأنه كان مثلي الجنس. في عام 2015، تعرضت مجموعة من النساء المثليات «للقصف الخشن» و «رشقن بالحجارة» لأنهن مثليات الجنس.
في حادثة نادرة في أبريل 2017، اعتقلت الشرطة في أكرا رجلين قاما بالابتزاز والاعتداء على رجل مثلي الجنس، وهدد بنشر صور عارية له. ألقت الشرطة القبض على الرجال وتعاونت مع الضحية في العثور عليهم. وصف موقف «76 جريمة»، أحد مواقع المثليين، التوقيف بأنه «استثناء نادر» لأن الشرطة نادراً ما تتدخل لحماية المثليين من العنف والتمييز وسوء المعاملة.
ظهرت تقارير في أغسطس 2018 عن برامج يديرها الزعماء الدينيون حيث يتم تعذيب المثليين كوسيلة «لعلاج» المثلية الجنسية. هذا العلاج يسمى «علاج التحويل»، ولا يتمتع بأي دعم طبي أو علمي. في الواقع، هذه الممارسة العلمية المزيفة تؤدي إلى الاكتئاب والقلق والانتحار.

### تقارير حقوق الإنسان
وجد تقرير حقوق الإنسان لوزارة الخارجية الأمريكية لعام 2011:
واجه الأشخاص من مجتمع المثليين التمييز على نطاق واسع [في عام 2010]، فضلاً عن مضايقات الشرطة ومحاولات الابتزاز. تعرض الرجال المثليون في السجن في كثير من الأحيان إلى الاعتداء الجنسي والجسدي. في يونيو 2010 [،] شارك أكثر من 1000 متظاهر في تاكورادي، المنطقة الغربية، في مسيرة سلمية ضد تقارير عن أنشطة للمثليين في مدينتهم. وكان هذا أول احتجاج من نوعه في البلاد. في مايو 2010، عقدت ورشة عمل تدريبية حول فيروس نقص المناعة البشرية/الإيدز في تاكورادي للعاملين في مجال الرعاية الصحية. بعد ورشة العمل، أعلن ديلي غرافيك أن 8000 شخص مثلي الجنس قد تم «تسجيلهم» في المناطق الغربية والوسطى. ومع ذلك، نفى الخبراء في هذا المجال أن يكون هناك أي «تسجيل» من هذا القبيل. بعد ورشة العمل [،] كانت هناك تقارير سلبية كبيرة في وسائل الإعلام حول المثلية الجنسية. في يونيو 2010 مقابلة مع صحيفة ديلي غرافيك، دعا وزير المنطقة الغربية الحكومة إلى اتخاذ خطوات لمكافحة المثلية الجنسية. وقد شمل احتمال قيام الشرطة بمداهمات على الأماكن التي يرتادها المثليون والمثليات، والجهود التي يبذلها قادة المجتمع «لفطام الشباب» بعيدا عن المثلية الجنسية، وإدانة عامة من قبل الحكومة. ومع ذلك، لم يتم إلقاء القبض على أشخاص فيما يتعلق بتعليقاته بحلول نهاية العام، ولم يكرر دعوته. أفيد أنه تم إلقاء القبض على أربعة رجال كانوا يعملون في مجتمع الرجال المثليين في مايو 2010 فيما يتعلق باعتداء جنسي مزعوم واتُهموا فيما بعد بالسدومية. رفعت القضية لأول مرة إلى محكمة تاكورادي في 24 أغسطس؛ ومع ذلك، لم يكن قد سمع بحلول نهاية العام.
وجد تقرير حقوق الإنسان لعام 2012 الصادر عن وزارة الخارجية الأمريكية أنه:
واجه الأشخاص من مجتمع المثليين التمييز على نطاق واسع، فضلاً عن مضايقات الشرطة ومحاولات الابتزاز. تعرض الرجال المثليون في السجن في كثير من الأحيان إلى الاعتداء الجنسي والجسدي. في مارس/آذار، هاجمت مجموعة من الرجال تسعة أشخاص يعتقدون أنهم من المثليين في منطقة جيمس تاون، وهي إحدى أحياء أكرا، مما أجبرهم على الخروج من منازلهم ومهاجمتهم بالعصي. قدم الضحايا شكوى إلى منظمة قانونية لحقوق الإنسان. قالوا إن منازلهم تعرضت للسرقة أثناء مطاردتهم. ولم تتم أي اعتقالات في القضية بحلول نهاية العام. في مايو/أيار، اعتدى مجموعة من الأولاد في مدرسة في منطقة فولتا على أحد المعلمين من الأقران الذين تستخدمهم إحدى المنظمات غير الحكومية لإرشاد ورش عمل التثقيف في مجال الصحة الجنسية. وقع الاعتداء بعد أن اكتشفوا أنه كان يحمل مواد عرض آمنة للجنس مثل الواقي الذكري والنُسخ المتماثلة للأعضاء الخشبية الجنسية ومواد التشحيم والنشرات. تم القبض على المربي من قبل الشرطة لكن تم إطلاق سراحه لاحقًا. لم يتم توجيه الاتهام الأولاد.

### توصيات الأمم المتحدة
لجنة الأمم المتحدة لحقوق الإنسان في أكتوبر 2012 الانتهاء من الاستعراض الدوري الشامل لحالة حقوق الإنسان في غانا. قدمت التوصيات التالية إلى غانا (البلدان التي بادرت بالتوصية مدرجة بين قوسين):
- إلغاء تجريم العلاقات الجنسية المثلية بين البالغين بالتراضي (فرنسا، سلوفينيا وجمهورية التشيك)[27]
- تعزيز التسامح حول العلاقات المثلية (جمهورية التشيك) ومحاربة رهاب المثلية (سلوفينيا وبلجيكا)[27]
- مكافحة العنف والوصم والتمييز ضد الأشخاص على أساس توجههم الجنسي (البرتغال)[27]
- إلغاء جريمة «العلاقات الجنسية غير الطبيعية» واعتماد تدابير للقضاء على التمييز على أساس التوجه الجنسي والهوية الجندية (إسبانيا).[27]
- ضمان تطبيق الضمان الدستوري للمساواة والكرامة للمثليين. ضمان إجراء تحقيق شامل ونزيه في جميع مزاعم الهجمات والتهديدات ضد الأفراد المستهدفين بسبب توجههم الجنسي أو هويتهم الجندرية (النرويج)[27]
- النظر في توصيات المفوض السامي بشأن التوجه الجنسي والهوية الجندرية التي يمكن أخذها في الاعتبار عند زيادة تفصيل السياسات الحكومية (هولندا)[27]
- تدريب الشرطة وأول المستجيبين والنظام القضائي وموظفي الخدمات الاجتماعية على احترام وحماية حقوق الإنسان للمثليين (الولايات المتحدة)[27]

رفضت غانا كل هذه التوصيات.

### تصريحات المسؤولين المنتخبين
أثناء عمله كرئيس لغانا، تعهد الراحل جون أتا ميلز في عام 2011 بعدم تشريع المثلية الجنسية على الرغم من تهديد رئيس الوزراء البريطاني ديفيد كاميرون بقطع المساعدات عن غانا بسبب سجلها في مجال حقوق الإنسان لسكانها من مجتمع المثليين.
في فبراير 2017، دعا رئيس البرلمان آرون مايك أوكواي إلى تعديل قوانين غانا لحظر المثلية الجنسية بالكامل.
في نوفمبر 2017، اقترح الرئيس نانا أكوفو أدو أن تقنين المثلية الجنسية في غانا أمر لا مفر منه وقال إنه يستطيع توقع حدوث تغيير في القانون. قال أكوفو أدو، الذي نشأ في إنجلترا، إن حقوق المثليين سوف تتطور في غانا كما حدث في المملكة المتحدة، لكنه أكد أن حقوق المثليين جنسياً لم تكن جزءًا من جدول أعمال الحكومة في الوقت الحالي. رداً على ذلك، أعلن نشطاء المثليون والمثليات ومزدوجي التوجه الجنسي والمتحولين جنسيا أنهم سيعقدون مسيرة سلمية في أكرا في ديسمبر.
في آب/أغسطس 2018، صرح الرئيس أكوفو - أدو أن حكومته لن تقنن زواج المثليين ولن تلغي تجريم المثلية الجنسية.

## النشاط
بدأ نشاط المثليين في غانا عام 1998 من قبل شاب يدعى كوبينا ماكدارلينغ يستخدم الاسم المستعار برنس كويكو ماكدونالد. عمل الأمير برنس مع «جمعية المثليين والمثليات في غانا» والتي تحولت فيما بعد إلى منظمة لحقوق الإنسان تُعرف باسم «مركز التعليم الشعبي وحقوق الإنسان في غانا». في السنوات الأخيرة، كانت هناك العديد من مجموعات المثليين الذين ينموون من القاعدة الشعبية والتي اجتمعت لتشكيل حركة أكبر تحت اسم «التحالف ضد رهاب المثلية ورهاب التحول الجنسي ورهاب ازدواجية التوجه الجنسي في غانا». تعمل هذه المجموعات في الخفاء. هناك عدد قليل من مجموعات حقوق المثليين في غانا، يعمل معظمهم سراً عبر الإنترنت. إحدى هذه المجموعات هي «تحالف أصدقاء القلب» (بالإنجليزية: Friends of the Heart Alliance)‏. يعمل أعضاء المجموعة عبر الويب المظلم. يمكن أن تؤدي بسهولة إلى أن تظهر آراء تدعم وتهتم بحقوق المثليين في الهجوم أو الإعدام المحتمل لأعضائها.

## الرأي العام
وفقًا لاستطلاع أجرته المؤسسة الدولية للمثليين والمثليات ومزدوجي التوجه الجنسي والمتحولين جنسيا وثنائيي الجنس عام 2017، وافق 60% من الغانيين على أن المثليين والمثليات ومزدوجي التوجه الجنسي يجب أن يتمتعوا بنفس الحقوق التي يتمتع بها الأشخاص المغايرون، بينما يعارض 30% ذلك. إضافة إلى ذلك، وافق 59% على وجوب حمايتهم من التمييز في مكان العمل. قال 51% من الغانيين، ومع ذلك، بأنه ينبغي توجيه الاتهام للأشخاص الذين في العلاقات المثلية كمجرمين، في حين أن 34% يعارضون ذلك. بالنسبة للأشخاص المتحولين جنسياً، وافق 64% على أنه ينبغي لهم التمتع بنفس الحقوق، بينما اعتقد 62% أنه يجب حمايتهم من التمييز في العمل و 55% يعتقدون أنه يجب السماح لهم بتغيير جنسهم القانوني.
بالإضافة إلى ذلك، وفقًا للاستطلاع نفسه، فإن ثلث الغانيين سيحاولون «تغيير» التوجه الجنسي لأحد الجيران إذا اكتشفوا أنه/ها مثلي (ة) الجنس.

## ملخص
| قانونية النشاط الجنسي المثلي                                                                  | (العقوبة: السجن لمدة 3 سنوات)       |
| المساواة في السن القانوني للنشاط الجنسي                                                       | No                                  |
| قوانين مكافحة التمييز في التوظيف                                                              | No                                  |
| قوانين مكافحة التمييز في توفير السلع والخدمات                                                 | No                                  |
| قوانين مكافحة التمييز في جميع المجالات الأخرى (تتضمن التمييز غير المباشر، خطاب الكراهية)      | No                                  |
| قوانين مكافحة أشكال التمييز المعنية بالهوية الجندرية                                          | No                                  |
| زواج المثليين                                                                                 | No                                  |
| الاعتراف القانوني بالعلاقات المثلية                                                           | No                                  |
| تبني أحد الشريكين للطفل البيولوجي للشريك الآخر                                                | No                                  |
| التبني المشترك للأزواج المثليين                                                               | No                                  |
| يسمح للمثليين والمثليات ومزدوجي التوجه الجنسي والمتحولين جنسيا بالخدمة علناً في القوات المسلحة | No                                  |
| الحق بتغيير الجنس القانوني                                                                    | No                                  |
| علاج التحويل محظور على القاصرين                                                               | No                                  |
| الحصول على أطفال أنابيب للمثليات                                                              | No                                  |
| الأمومة التلقائية للطفل بعد الولادة                                                           | No                                  |
| تأجير الأرحام التجاري للأزواج المثليين من الذكور                                              | (غير قانوني للأزواج المغايرين كذلك) |
| السماح للرجال الذين مارسوا الجنس الشرجي التبرع بالدم                                          | No                                  |